# Тауї каліфорнійський
Тау́ї каліфорнійський (Melozone crissalis) — вид горобцеподібних птахів родини Passerellidae. Мешкає в США і Мексиці.

## Опис
Довжина птаха становить від 20 до 25 см, з яких від 8,2 до 11,6 см припадає на довгий хвіст. Самці важать 48,6–61,2 г, самиці — 46,3–61,2 г. Довжина крила становить від 7,9 до 10,4 см, довжина дзьоба — від 1,3 до 1,6 см.
Каліфорнійські тауї мають переважно тьмяно-коричневе забарвлення. Гузка і нижні покривні пера хвоста рудуваті, на горлі охристі або рудуваті смужки. Нижня частина тіла темно-сіра.

## Підвиди
Виділяють п'ять підвидів:
- M. c. petulans (Grinnell & Swarth, 1926) — узбережжя північної і центральної Каліфорнії;
- M. c. crissalis (Vigors, 1839) — від північно-західного Орегону до внутрішніх районів центральної Каліфорнії;
- M. c. senicula (Anthony, 1895) — узбережжя південної Каліфорнії і північ Каліфорнійського півострова;
- M. c. aripolia (Oberholser, 1919) — центр Каліфорнійського півострова;
- M. c. albigula (Baird, SF, 1860) — південь Каліфорнійського півострова.

## Поширення і екологія
Каліфорнійські тауї поширені на західному узбережжі Північної Америки від Орегону до півдня Каліфорнійського півострова. Вони живуть в чагарникових заростях і чапаралях. парках і садах. Зустрічаються на висоті до 2700 м над рівнем моря.

## Поведінка
Каліфорнійські тауї живуть поодинці або парами. Вони живляться насінням і комахами, яких шукають на землі та серед чагарників. Іноді приєднуються до змішаних зграй птахів. Сезон розмноження триває з березня по вересень. В кладці 2-4 яйця. Яйця блакитнуваті, поцятковані коричневими плямками. Інкубаційний період триває 11 днів, пташенята покидають гніздо на 8 день.

## Галерея

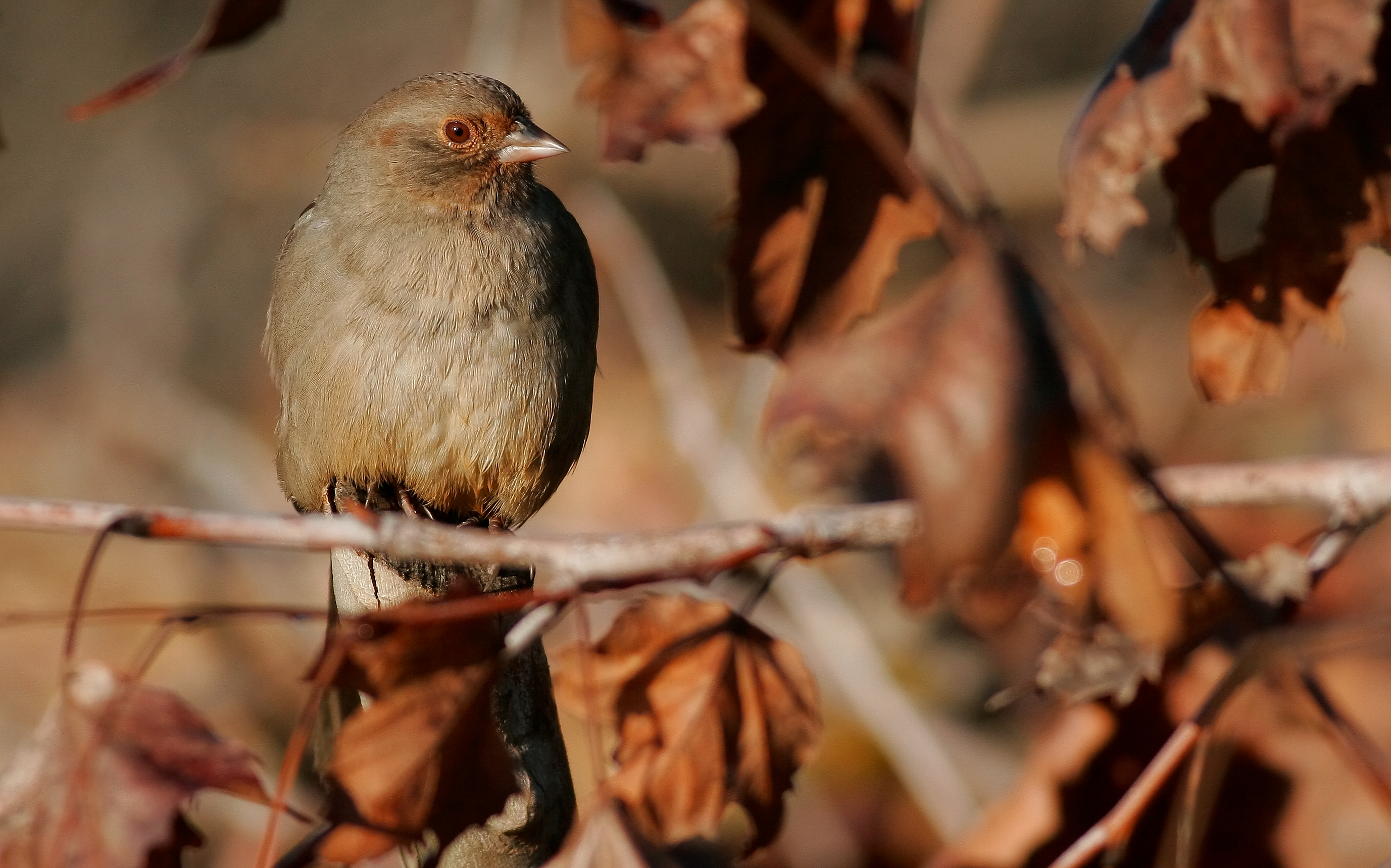
Каліфорнійський тауї (Сакраменто, Каліфорнія)
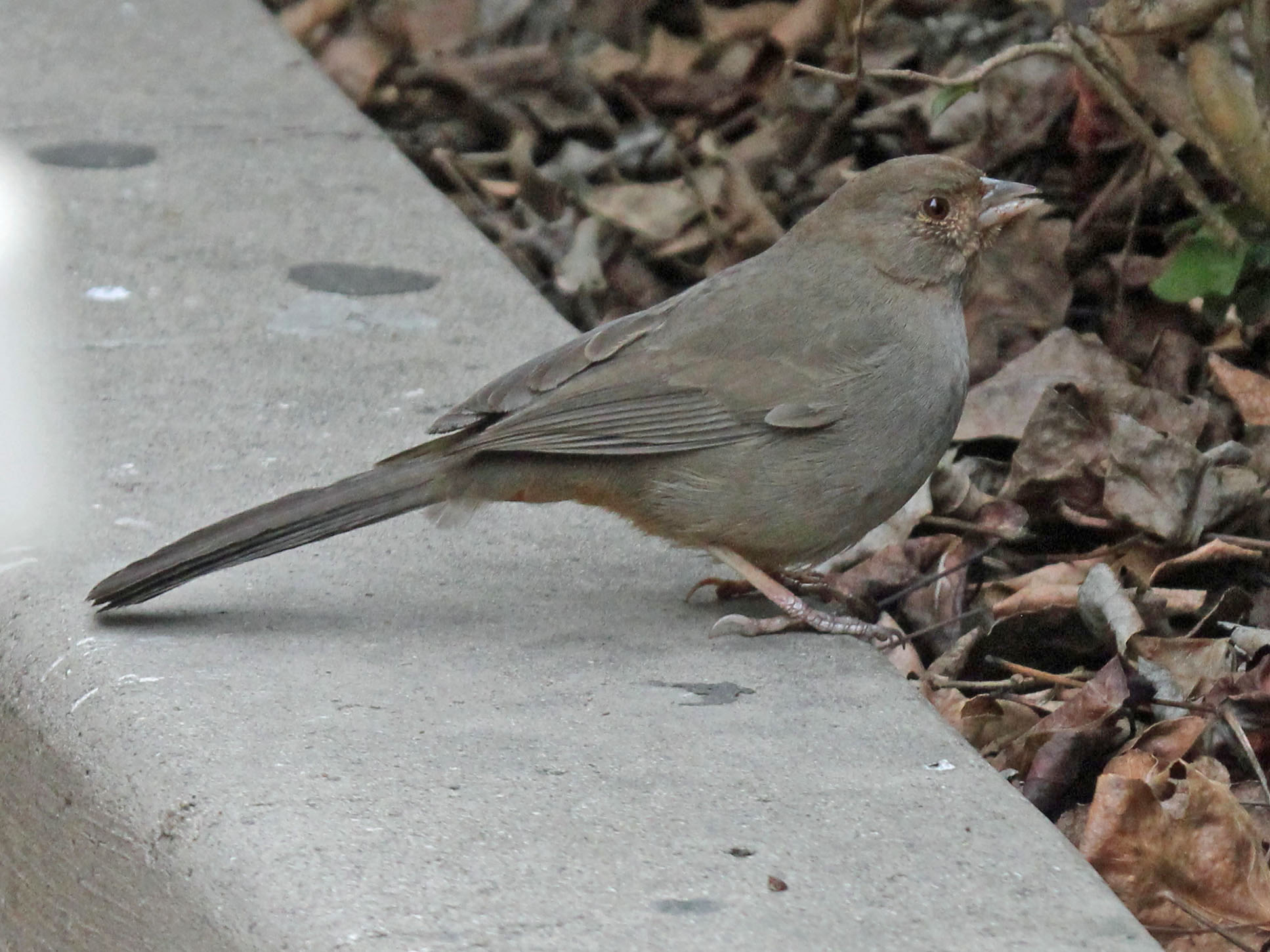
Каліфорнійський тауї (Сан-Дієго, Каліфорнія)